# Bobigny – Pantin – Raymond Queneau metróállomás
A Bobigny – Pantin – Raymond Queneau egy metróállomás Franciaországban, Párizsban a párizsi metró 5-ös metróvonalán.

## Metróvonalak
Az állomást az alábbi metróvonalak érintik:
- 5-ös metróvonal

## Kapcsolódó állomások
A metróállomáshoz az alábbi állomások vannak a legközelebb:
- Église de Pantin (Place d’Italie, 5-ös metróvonal)
- Bobigny – Pablo Picasso (Bobigny – Pablo Picasso, 5-ös metróvonal)